# Allineamento (coalizione politica)
Allineamento (in ebraico: HaMa'arakh) è stata una coalizione politica israeliana fondata nel 1965 tra i due partiti di sinistra Mapai e il partito laburista Ahdut HaAvoda.

## Storia
Questa coalizione è stata creata in risposta al nuovo partito di destra Gahal, formato da una fusione tra Herut e il Partito Liberale.
Alle elezioni del 1965, l'Alleanza ottenne il 36,7% dei voti e 45 seggi (su 120) nella Knesset. Il leader del partito Levi Eshkol formò quindi un governo di coalizione che, oltre all'alleanza con Ahdut HaAvoda, arrivò a essere composto dal Partito Nazionale Religioso, Mapam, i Liberali Indipendenti, il partito laburista Agudat Yisrael e due partiti arabi: Progresso e Sviluppo e Cooperazione e Fratellanza.
Dopo la guerra dei sei giorni del giugno 1967, anche Rafi e Gahal furono invitati ad unirsi al governo di unità.
Nel 1968, l'Allineamento si unì a Mapam e Rafi e formò Alliansen.